# ديرموت غالاغير
ديرموت غالاغير (بالإنجليزية: Dermot Gallagher) هو سياسي أيرلندي، ولد في 1944 في جمهورية أيرلندا، وتوفي في 15 يناير 2017 في دبلن في جمهورية أيرلندا.